# Чакаларово
Чакала́рово (болг. Чакаларово) — село в Кирджалійській області Болгарії. Входить до складу общини Кирково.

## Населення
За даними перепису населення 2011 року у селі проживали 1355 осіб.
Національний склад населення села:
| Національність   | Кількість осіб | Відсоток |
| ---------------- | -------------- | -------- |
| болгари          | 272            | 95,4%    |
| турки            | 6              | 2,1%     |
| Всього відповіли | 285            |          |

Розподіл населення за віком у 2011 році:
Динаміка населення: